# Лађевићи (Илијаш)
Лађевићи су насељено мјесто у Босни и Херцеговини, у општини Илијаш, које административно припада Федерацији Босне и Херцеговине. Према попису становништва из 1991. у насељу је живјело 143 становника.

## Становништво
| Националност       | 1991. | 1981. | 1971. | 1961. |
| Срби               | 59    | 61    | 89    | 70    |
| Муслимани          | 84    | 76    | 78    | 70    |
| Југословени        |       |       |       | 1     |
| остали и непознато |       |       | 1     |       |
| Укупно             | 143   | 137   | 168   | 141   |

| Демографија | Демографија | Демографија |
| Година      | Становника  | Становника  |
| ----------- | ----------- | ----------- |
| 1961.       | 141         |             |
| 1971.       | 168         |             |
| 1981.       | 137         |             |
| 1991.       | 143         |             |